# Chumbawamba
Chumbawamba fue una banda de rock británica, originalmente realizaban punk rock y con el paso del tiempo se expandieron haciendo estilos como la música electrónica, la World Music y más tarde el folk. Se formó oficialmente en el año 1982 y se separó en 2012.
La banda estaba influenciada por la política anarquista y por una actitud irreverente. Su mayor éxito a nivel de popularidad y ventas se dio gracias a la canción "Tubthumping" (1998) del álbum Tubthumper (1997).

## Biografía
Chumbawamba se formó en el año 1982 en el Reino Unido, como resultado de la fusión de una banda de Yorkshire, The Passion Killers y otra de Burnley, Lancashire, Chimp Eats Banana. Inspirados musicalmente por The Fall y Crass, banda anarcopunk, las actividades de la banda en sus inicios estuvieron basadas en una casa comunal en Armley, Leeds. Incondicionales de la cultura del casete, participaron un varios compilados. Chumbawamba estuvo a la vanguardia del movimiento anarcopunk de la década 1980, frecuentemente tocando en espectáculos benéficos en okupas y otros sitios pequeños, defendiendo los derechos de los animales, el movimiento en contra de la guerra y grupos comunitarios. Generalmente las ideas y políticas de la banda son descritas como anarquistas.
En el año 1998, su canción llamada "Tubthumping" fue un éxito y figuró durante el desarrollo de la Copa Mundial de Fútbol de 1998, realizada en Francia. Otra de sus canciones más sonadas en su línea de denuncia social y política fue "On Ebay", del álbum Un (2004), que satiriza el robo de reliquias arqueológicas por el ejército estadounidense durante la guerra de Irak.

### Separación
El 10 de julio de 2012 los miembros de Chumbawamba anunciaron su separación a través de un comunicado en su página web.

## El nombre
La banda ha sido muy preguntada a lo largo de su carrera sobre qué significa realmente "Chumbawamba". Mientras la gente especula, ellos sólo responden que es una palabra sin sentido, que no significa nada; como dijeron en un programa de la BBC2', como si un mono hubiese escrito el nombre pulsando teclas al azar. Así lo querían, dado que hubo muchos grupos, en especial en los años 80, que le ponían a sus grupos nombres muy obvios.

## Miembros estables
La formación del grupo ha ido variando durante toda su carrera, como también la asignación de los instrumentos. Muchos de los miembros intercambiaron instrumentos entre ellos en los inicios del grupo.
- Jude Abbot - voz y trompeta
- Alice Nutter - voz y percusión
- Lou Watts - voz y teclado
- Danbert Nobacon - voz y teclado
- Boff Whalley - voz y guitarra
- Belinda O'Hooley - voz de ayuda
- Michelle Plum - guitarra acústica, xilófono y voz de ayuda
- Harry Hamer - batería
- Dunstan Bruce - voz
- Mavis Dillon - trompeta
- Neil Ferguson - bajo

## Discografía

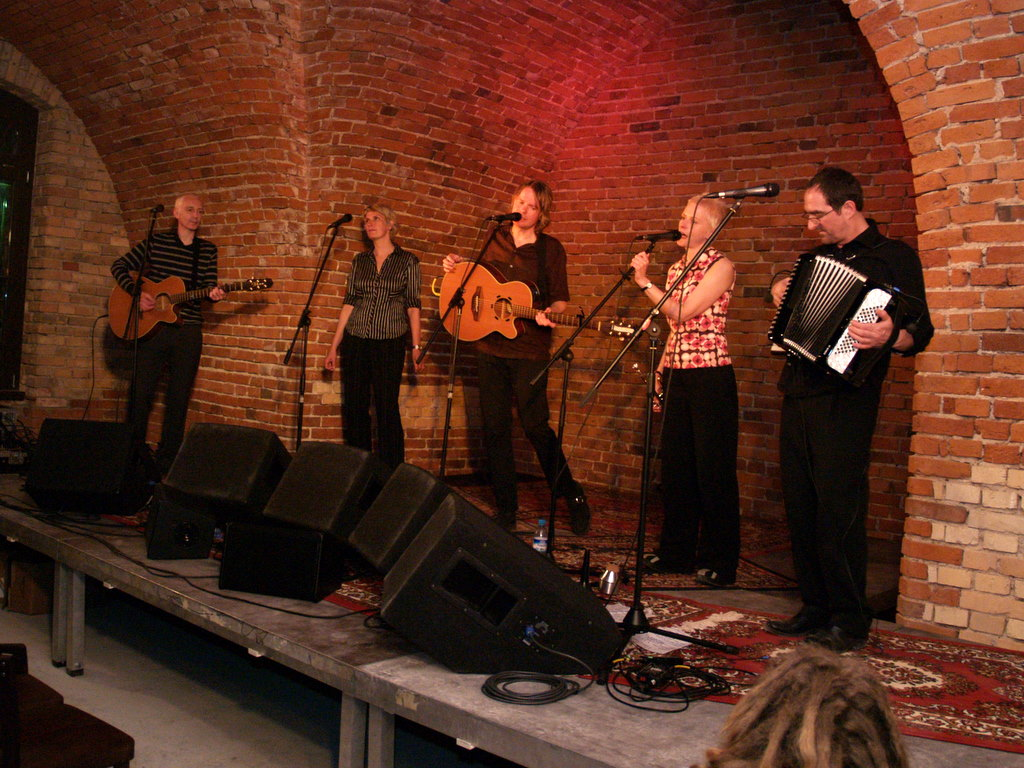
Chumbawamba (2004)

- Pictures of Starving Children Sell Records (1986)
- Never Mind the Ballots (1987)
- English Rebel Songs 1381-1914 (1988)
- Slap! (1990)
- Shhh (1992)
- Anarchy (1994)
- Swingin' with Raymond (1995)
- Tubthumper (1997)
- WYSIWYG (2000)
- Readymades (2002)
- English Rebel Songs 1381-1984 (2003)
- Un (2004)
- A Singsong and a Scrap (2005)
- The Boy Bands Have Won (2008)
- ABCDEFG (2010)